# Denis Papin
Denis Papin (Chitnenay kod Bloisa, 22. kolovoza 1647. – London, 17. lipnja 1712.), francuski istraživač i izumitelj. Završio Isusovački licej u Bloisu (1661.) i studij medicine u Angersu (1669.). Surađivao s C. Huygensom za njegova boravka u Parizu; 1675. otišao je u progonstvo u London za suradnika R. Boyla, kako bi kao kalvinist izbjegao progonima Luja XIV. Boravio u Italiji (od 1681. do 1684.), gdje je vodio pokuse; u Veneciji je pokušao osnovati društvo po uzoru na Kraljevsko društvo u Londonu i Kraljevsku akademiju u Parizu. Predavao je matematiku (od 1687. do 1708.) u Marburgu, potom se vratio u London, gdje posljednji trag o njemu postoji u obliku pisma datiranoga 23. siječnja 1712. Osim suradnje s drugim onodobnim fizičarima, na poticaj G. W. Leibniza izradio je prvi idejni nacrt parnoga stroja u djelu O raznim novim strojevima (lat. De novis quibusdam machinis, 1690.) te objasnio njegov rad u djelu Novo umijeće crpljenja vode korištenjem pare (eng. The New Art of Pumping Water by Using Steam, 1707.), u kojem je opisao prvi sigurnosni ventil koji je sprječavao da tlak vodene pare prijeđe kritičnu vrijednost. Ventil je našao široku primjenu kod lonca za kuhanje pod povećanim tlakom (Papinov lonac), koji je izumio već 1679., od kućanstava do industrijske proizvodnje konzervirane hrane. Konstruirao je veći broj uređaja, na primjer centrifugalnu sisaljku (1699.), bavio se konstrukcijom podmornice, topa na stlačeni zrak i drugo.

## Sigurnosni ventil
Sigurnosni ventil je uređaj koji osigurava da tlak u nekoj posudi, kotlu, radnom cilindru, cjevovodu i slično ne prekorači dopuštenu granicu. Otvara se kada tlak naraste iznad te granice i ispušta prekomjerni fluid (plin, vodena para, kapljevina); kada tlak ponovno padne na dopuštenu razinu, sam se zatvara. Najjednostavniji je ventil s utegom (rjeđe u uporabi), dok je ventil s oprugom složeniji, najrazličitijih izvedbi. Po načinu rada razlikuju se proporcionalni sigurnosni ventil, koji se razmjerno tlaku postupno otvara, te trenutačni sigurnosni ventil, koji je potpuno otvoren do normaliziranja tlaka, kada se trenutačno zatvara. Svojstva sigurnosnih ventila određena su propisima o posudama pod tlakom, ventili su normirani i pod stalnim nadzorom ovlaštenih institucija.